# Hội đồng Bộ trưởng Liên Xô 1970–1974
Hội đồng Bộ trưởng Liên Xô giai đoạn 1970-1974 hay còn được gọi Hội đồng Bộ trưởng Xô Viết Tối cao Liên Xô khóa VII. Hội đồng được Xô Viết Tối cao Liên Xô phê chuẩn ngày 15/7/1970.
Trong thời gian này Hội đồng Bộ trưởng Liên Xô dưới vai trò quản lý của Chủ tịch Hội đồng Bộ trưởng Alexei Kosygin đã đạt được nhiều thành tựu quan trọng như thu nhập quốc dân tăng 28%, tổng sản lượng công nghiệp - tăng 43% và nông nghiệp - tăng 13%. Khoảng 1000 doanh nghiệp công nghiệp mới được xây dựng trong kế hoạch 5 năm lần thứ chín, vốn đầu tư vượt hơn 339,8 tỷ rúp.
Hội đồng Bộ trưởng khóa VIII kết thúc nhiệm kỳ ngày 26/7/1974 sau khi Xô Viết Tối cao khóa IX phê chuẩn Hội đồng Bộ trưởng mới.

## Từ khóa
| - Ủy viên Bộ Chính trị - Bí thư Trung ương Đảng - Ủy viên Dự khuyết Bộ Chính trị | - Ủy viên Trung ương Đảng - Ủy viên Dự khuyết Trung ương Đảng |

## Chủ tịch Hội đồng Bộ trưởng
| STT | Tên                        | Chức vụ | Chức vụ                             | Nhiệm kỳ      | Ghi chú khác |
| --- | -------------------------- | ------- | ----------------------------------- | ------------- | ------------ |
| 1   | Alexei Kosygin (1904-1980) |         | Chủ tịch Hội đồng Bộ trưởng Liên Xô | 7/1970-7/1974 |              |

## Phó Chủ tịch thứ nhất
| STT | Tên                          | Chức vụ | Chức vụ                                          | Nhiệm kỳ      | Ghi chú khác |
| --- | ---------------------------- | ------- | ------------------------------------------------ | ------------- | ------------ |
| 1   | Dmitry Polyansky (1917-2001) |         | Phó Chủ tịch thứ nhất Hội đồng Bộ trưởng Liên Xô | 7/1970-2/1973 |              |
| 2   | Kirill Mazurov (1914-1989)   |         | Phó Chủ tịch thứ nhất Hội đồng Bộ trưởng Liên Xô | 7/1970-7/1974 |              |

## Phó Chủ tịch
| STT | Tên                           | Chức vụ | Chức vụ                                 | Nhiệm kỳ       | Ghi chú khác                                                                                         |
| --- | ----------------------------- | ------- | --------------------------------------- | -------------- | --- |
| 1   | Nikolai Baibakov (1911-2008)  |         | Phó Chủ tịch Hội đồng Bộ trưởng Liên Xô | 7/1970-7/1974  | kiêm nhiệm Chủ tịch Ủy ban Kế hoạch Nhà nước Liên Xô                                                 |
| 2   | Venyamin Dymshitz (1910-1993) |         | Phó Chủ tịch Hội đồng Bộ trưởng Liên Xô | 7/1970-7/1974  | |
| 3   | Mikhail Yefremov (1911-2000)  |         | Phó Chủ tịch Hội đồng Bộ trưởng Liên Xô | 7/1970-10/1971 | |
| 4   | Vladimir Kirillin (1913-1999) |         | Phó Chủ tịch Hội đồng Bộ trưởng Liên Xô | 7/1970-7/1974  | kiêm nhiệm Chủ nhiệm Ủy ban Khoa học và Công nghệ Nhà nước Hội đồng Bộ trưởng Liên Xô                |
| 5   | Mikhail Lesetshko (1909-1984) |         | Phó Chủ tịch Hội đồng Bộ trưởng Liên Xô | 7/1970-7/1974  | |
| 6   | Vladimir Novikov (1907-2000)  |         | Phó Chủ tịch Hội đồng Bộ trưởng Liên Xô | 7/1970-7/1974  | |
| 7   | Ignati Novikov (1906-1993)    |         | Phó Chủ tịch Hội đồng Bộ trưởng Liên Xô | 7/1970-7/1974  | kiêm nhiệm Chủ nhiệm Ủy ban Xây dựng Nhà nước Hội đồng Bộ trưởng Liên Xô                             |
| 8   | Leonid Smirnov (1916-2001)    |         | Phó Chủ tịch Hội đồng Bộ trưởng Liên Xô | 7/1970-7/1974  | kiêm nhiệm Chủ nhiệm Ủy ban Thường trực Hội đồng Bộ trưởng Liên Xô về các vấn đề quân sự-công nghiệp |
| 9   | Nikolai Tikhonov (1905-1997)  |         | Phó Chủ tịch Hội đồng Bộ trưởng Liên Xô | 7/1970-7/1974  | |
| 10  | Ivan Arkhipov (1905-1997)     |         | Phó Chủ tịch Hội đồng Bộ trưởng Liên Xô | 3/1974-7/1974  | |
| 11  | Ziya Nuriyev (1915-2012)      |         | Phó Chủ tịch Hội đồng Bộ trưởng Liên Xô | 3/1974-7/1974  | |
| 12  | Petro Shelest (1915-2012)     |         | Phó Chủ tịch Hội đồng Bộ trưởng Liên Xô | 5/1972-5/1973  | |

## Quản lý nội vụ
| STT | Tên                            | Chức vụ | Chức vụ                                   | Nhiệm kỳ      | Ghi chú khác |
| --- | ------------------------------ | ------- | ----------------------------------------- | ------------- | ------------ |
| 1   | Mikhail Smirtyukov (1909-2004) |         | Quản lý Nội vụ Hội đồng Bộ trưởng Liên Xô | 7/1970-7/1974 |              |

## Chính phủ
| STT | Chức vụ                                                             | Tên                                | Nhiệm kỳ | Nhiệm kỳ       | Ghi chú khác                             |
| --- | ------------------------------------------------------------------- | ---------------------------------- | -------- | -------------- | ---------------------------------------- |
| 1   | Bộ trưởng Bộ Ngoại giao                                             | Andrei Gromyko (1909-1989)         |          | 7/1970-7/1974  | Ủy viên Bộ chính trị từ tháng 4/1973     |
| 2   | Bộ trưởng Bộ Quốc phòng                                             | Andrei Grechko (1903-1976)         |          | 7/1970-7/1974  | Ủy viên Bộ chính trị từ tháng 4/1973     |
| 3   | Bộ trưởng Bộ Cơ khí hạng trung                                      | Yefim Slavski (1898-1991)          |          | 7/1970-7/1974  |                                          |
| 4   | Bộ trưởng Bộ Ngoại thương                                           | Nikolai Patolitshev (1908-1989)    |          | 7/1970-7/1974  |                                          |
| 5   | Bộ trưởng Bộ Y tế                                                   | Boris Petrovski (1908-2004)        |          | 7/1970-7/1974  |                                          |
| 6   | Bộ trưởng Bộ Đường sắt                                              | Boris Beshchev (1903-1981)         |          | 7/1970-7/1974  |                                          |
| 7   | Bộ trưởng Bộ Nông nghiệp                                            | Vladimir Matskevich (1909-1998)    |          | 7/1970-2/1973  |                                          |
| 7   | Bộ trưởng Bộ Nông nghiệp                                            | Dmitry Polyansky (1917–2001)       |          | 3/1973-7/1974  |                                          |
| 8   | Bộ trưởng Bộ Giáo dục Đại học và Trung học Chuyên nghiệp            | Vyacheslav Elyutin (1907-1993)     |          | 7/1970-7/1974  |                                          |
| 9   | Bộ trưởng Bộ Địa chất                                               | Alexander Sidorenko (1917-1982)    |          | 7/1970-7/1974  |                                          |
| 10  | Bộ trưởng Bộ Công nghiệp Hàng không                                 | Pyotr Dementev (1907-1977)         |          | 7/1970-7/1974  |                                          |
| 11  | Bộ trưởng Bộ Công nghiệp Ô tô                                       | Alexander Tarasov (1911-1975)      |          | 7/1970-7/1974  |                                          |
| 12  | Bộ trưởng Bộ Công nghiệp Khí                                        | Aleksey Kortunov (1907-1973)       |          | 7/1970-9/1972  |                                          |
| 12  | Bộ trưởng Bộ Công nghiệp Khí                                        | Sabit Atayevich Orujev (1912-1981) |          | 9/1972-7/1974  |                                          |
| 13  | Bộ trưởng Bộ Hàng không Dân dụng                                    | Boris Bugayev (1907-1970)          |          | 7/1970-7/1974  |                                          |
| 14  | Bộ trưởng Bộ Công nghiệp Thực phẩm, Cơ khí Nhẹ và Thiết bị gia dụng | Vasily Doyenin (1909-1977)         |          | 7/1970-7/1974  |                                          |
| 15  | Bộ trưởng Bộ Hàng hải                                               | Timofey Guzhenko (1918–2008)       |          | 7/1970-7/1974  |                                          |
| 16  | Bộ trưởng Bộ Công nghiệp Quốc phòng                                 | Sergey Zverev (1912-1978)          |          | 7/1970-7/1974  |                                          |
| 17  | Bộ trưởng Bộ Máy móc tổng hợp                                       | Sergey Afanasyev (1918-2001)       |          | 7/1970-7/1974  |                                          |
| 18  | Bộ trưởng Bộ Kỹ thuật Thiết bị Tự động hóa và Hệ thống Điều khiển   | Konstantin Rudnev (1911-1980)      |          | 7/1970-7/1974  |                                          |
| 19  | Bộ trưởng Bộ Công nghiệp truyền thanh                               | Valery Kalmykov (1908-1974)        |          | 7/1970-3/1974  | Mất khi đang tại nhiệm                   |
| 19  | Bộ trưởng Bộ Công nghiệp truyền thanh                               | Pyotr Pleshakov (1922-1987)        |          | 3/1974-7/1974  |                                          |
| 20  | Bộ trưởng Bộ Cơ khí hạng trung                                      | Yefim Slavsky (1898-1991)          |          | 7/1970-7/1974  |                                          |
| 21  | Bộ trưởng Bộ Máy Công cụ và Công nghiệp Công cụ                     | Anatoly Kostousov (1906-1985)      |          | 7/1970-7/1974  |                                          |
| 22  | Bộ trưởng Bộ Xây dựng, Cơ giới Đường bộ, Kiến trúc Đô thị           | Yefim Novosolov (1906-1985)        |          | 7/1970-7/1974  |                                          |
| 23  | Bộ trưởng Bộ Công nghiệp đóng tàu                                   | Boris Butoma (1907-1976)           |          | 7/1970-7/1974  |                                          |
| 24  | Bộ trưởng Máy kéo và Kỹ thuật Nông nghiệp                           | Ivan Sinitsyn (1911-1988)          |          | 7/1970-7/1974  |                                          |
| 25  | Bộ trưởng Bộ Xây dựng Giao thông                                    | Yevgeny Kozhevnikov (1905-1979)    |          | 7/1970-7/1974  |                                          |
| 26  | Bộ trưởng Bộ Kỹ thuật nặng, Năng lượng và Vận tải                   | Vladimir Zhigalin (1907-1990)      |          | 7/1970-7/1974  |                                          |
| 27  | Bộ trưởng Kỹ thuật Hóa học và Dầu khí                               | Konstantin Brekhov (1907-1994)     |          | 7/1970-7/1974  |                                          |
| 28  | Bộ trưởng Bộ Công nghiệp Điện tử                                    | Alexander Shokin (1909-1988)       |          | 7/1970-7/1974  |                                          |
| 29  | Bộ trưởng Bộ Công nghiệp Kỹ thuật Điện                              | Aleksey Antonov (1912-2010)        |          | 7/1970-7/1974  |                                          |
| 30  | Bộ trưởng Bộ Văn hóa                                                | Yekaterina Furtseva (1910-1974)    |          | 7/1970-7/1974  |                                          |
| 31  | Bộ trưởng Bộ Công nghiệp Nhẹ                                        | Nikolay Tarasov (1911-2010)        |          | 7/1970-7/1974  |                                          |
| 32  | Bộ trưởng Bộ Lâm nghiệp, Công nghiệp chế biến gỗ                    | Nikolai Timofeyev (1913-1988)      |          | 7/1970-7/1974  |                                          |
| 33  | Bộ trưởng Bộ Công nghiệp giấy và bột giấy                           | Konstantin Galanshin (1912-2011)   |          | 7/1970-7/1974  |                                          |
| 34  | Bộ trưởng Bộ Khai hoang và Thủy lợi                                 | Yevgeny Alekseyevsky (1906-1979)   |          | 7/1970-7/1974  |                                          |
| 35  | Bộ trưởng Bộ Công trình và Xây dựng Đặc biệt                        | Fuad Yakubovsky (1908-1975)        |          | 7/1970-7/1974  |                                          |
| 36  | Bộ trưởng Bộ Công nghiệp Sản phẩm Thịt và Sữa                       | Sergei Antonov (1911-1987)         |          | 7/1970-7/1974  |                                          |
| 37  | Bộ trưởng Bộ Dầu khí                                                | Valentin Shashin (1916-1977)       |          | 7/1970-7/1974  |                                          |
| 38  | Bộ trưởng Bộ Lọc hóa Dầu và Công nghiệp Hóa dầu                     | Viktor Fodorov (1912-1990)         |          | 7/1970-7/1974  |                                          |
| 39  | Bộ trưởng Bộ Công nghiệp Thực phẩm                                  | Voldemar Lein (1916-1977)          |          | 7/1970-7/1974  |                                          |
| 40  | Bộ trưởng Bộ Kỹ thuật Cơ giới                                       | Vyacheslav Bakhirev (1916-1991)    |          | 7/1970-7/1974  |                                          |
| 41  | Bộ trưởng Bộ Công nghiệp Vật liệu Xây dựng                          | Ivan Grishmanov (1906-1979)        |          | 7/1970-7/1974  |                                          |
| 42  | Bộ trưởng Bộ Thủy sản                                               | Alexander Ishkov (1905-1988)       |          | 7/1970-7/1974  |                                          |
| 43  | Bộ trưởng Bộ Thông tin                                              | Nikolai Psurtsev (1900-1980)       |          | 7/1970-7/1974  |                                          |
| 44  | Bộ trưởng Bộ Thương mại                                             | Alexander Struyev (1906-1991)      |          | 7/1970-7/1974  |                                          |
| 45  | Bộ trưởng Bộ Công nghiệp Than                                       | Boris Bratchenko (1906-1991)       |          | 7/1970-7/1974  |                                          |
| 46  | Bộ trưởng Bộ Tài chính                                              | Vasily Garbuzov (1911-1985)        |          | 7/1970-7/1974  |                                          |
| 47  | Bộ trưởng Bộ Công nghiệp Hóa học                                    | Leonid Kostandov (1915-1984)       |          | 7/1970-7/1974  |                                          |
| 48  | Bộ trưởng Bộ Luyện kim màu                                          | Pyotr Lomako (1904-1990)           |          | 7/1970-7/1974  |                                          |
| 49  | Bộ trưởng Bộ Luyện kim sắt                                          | Ivan Kazanets (1918-2003)          |          | 7/1970-7/1974  |                                          |
| 50  | Bộ trưởng Bộ Năng lượng và Điện khí hóa                             | Pyotr Neporozhniy (1910-1999)      |          | 7/1970-7/1974  |                                          |
| 51  | Bộ trưởng Bộ Nội vụ                                                 | Nikolai Shchelokov (1910-1984)     |          | 7/1970-7/1974  |                                          |
| 52  | Bộ trưởng Bộ Thu hoạch                                              | Ziya Nuriyev (1915-2012)           |          | 7/1970-7/1974  |                                          |
| 53  | Bộ trưởng Bộ Xây dựng Công nghiệp nặng                              | Nikolai Goldin (1910-2001)         |          | 7/1970-7/1974  |                                          |
| 54  | Bộ trưởng Bộ Xây dựng Công nghiệp                                   | Aleksandr Tokarev (1921-2004)      |          | 7/1970-7/1974  |                                          |
| 55  | Bộ trưởng Bộ Giáo dục                                               | Mikhail Prokofyev (1910-1999)      |          | 7/1970-7/1974  |                                          |
| 56  | Bộ trưởng Bộ Công trình Nông nghiệp                                 | Stepan Khitrov (1910-1999)         |          | 7/1970-7/1974  |                                          |
| 57  | Bộ trưởng Bộ Xây dựng công nghiệp Dầu khí                           | Aleksey Kortunov (1907-1973)       |          | 9/1972-11/1973 | Bộ thành lập mới. Mất khi đang tại nhiệm |
| 57  | Bộ trưởng Bộ Xây dựng công nghiệp Dầu khí                           | Boris Shcherbina (1919-1990)       |          | 12/1973-7/1974 |                                          |
| 58  | Bộ trưởng Bộ Kỹ thuật và thức ăn chăn nuôi                          | Konstantin Belyak (1916-1997)      |          | 10/1973-7/1974 | Bộ thành lập mới                         |
| 59  | Bộ trưởng Bộ Truyền thông                                           | Erlen Pervyshin (1932-2004)        |          | 4/1974-7/1974  | Bộ thành lập mới                         |
| 60  | Bộ trưởng Bộ Tư pháp                                                | Vladimir Terebilov (1916-2004)     |          | 9/1970-7/1974  | Bộ thành lập mới                         |
| 61  | Bộ trưởng Bộ Công nghệ Y tế                                         | Peter Gusenkov (1905-1975)         |          | 9/1970-7/1974  |                                          |

## Ủy ban Nhà nước trực thuộc
| STT | Chức vụ | Tên                            | Nhiệm kỳ | Nhiệm kỳ       | Ghi chú khác                   |
| --- | --- | ------------------------------ | -------- | -------------- | ------------------------------ |
| 1   | Chủ nhiệm Ủy ban Lâm nghiệp Nhà nước Hội đồng Bộ trưởng                                                       | Georgy Vorobyov (1914-2002)    |          | 7/1970-7/1974  |                                |
| 2   | Chủ nhiệm Ủy ban Kỹ thuật Xây dựng và Kiến trúc Nhà nước thuộc Ủy ban Xây dựng Nhà nước Hội đồng Bộ trưởng    | Gennady Fomin (1914–1980)      |          | 7/1970-7/1974  |                                |
| 3   | Chủ nhiệm Ủy ban Giám sát Thực hiện An toàn Lao động trong Công nghiệp và Khai mỏ Nhà nước Hội đồng Bộ trưởng | Leonid Melnikov (1906-1981)    |          | 7/1970-7/1974  |                                |
| 4   | Chủ nhiệm Ủy ban Quan hệ Kinh tế Đối ngoại Nhà nước Hội đồng Bộ trưởng                                        | Semon Skachkov (1906-1981)     |          | 7/1970-7/1974  |                                |
| 5   | Chủ nhiệm Ủy ban Lao động và Tiền lương Nhà nước Hội đồng Bộ trưởng                                           | Aleksandr Volkov (1910-1990)   |          | 7/1970-7/1974  |                                |
| 6   | Chủ nhiệm Ủy ban Xuất bản, In ấn, Thương mại sách Nhà nước Hội đồng Bộ trưởng                                 | Boris Stukalin (1923-2004)     |          | 8/1972-7/1974  | Ủy ban thành lập mới           |
| 7   | Chủ nhiệm Ủy ban Phát minh và Khám phá Nhà nước Hội đồng Bộ trưởng                                            | Yuri Maksarov (1903-1982)      |          | 10/1973-7/1974 | Ủy ban thành lập mới           |
| 8   | Chủ nhiệm Ủy ban các vấn đề Xây dựng Nhà nước Hội đồng Bộ trưởng                                              | Ignaty Novikov (1907-1993)     |          | 7/1970-7/1974  |                                |
| 9   | Chủ nhiệm Ủy ban Điện ảnh Nhà nước Hội đồng Bộ trưởng                                                         | Filipp Yermash (1923-2002)     |          | 8/1972-7/1974  | Ủy ban thành lập mới           |
| 10  | Chủ nhiệm Ủy ban Vật liệu và Kỹ thuật hỗ trợ Nhà nước Hội đồng Bộ trưởng                                      | Veniamin Dymshitz (1910-1993)  |          | 7/1970-7/1974  |                                |
| 11  | Chủ nhiệm Ủy ban Khoa học Công nghệ Nhà nước Hội đồng Bộ trưởng                                               | Vladimir Kirillin (1913-1999)  |          | 7/1970-7/1974  |                                |
| 12  | Chủ nhiệm Ủy ban Phát thanh Truyền hình Nhà nước Hội đồng Bộ trưởng                                           | Sergey Lapin (1912-1990)       |          | 7/1970-7/1974  |                                |
| 13  | Chủ nhiệm Ủy ban Giáo dục chuyên nghiệp và kỹ thuật Nhà nước Hội đồng Bộ trưởng                               | Aleksandr Bulgakov (1907–1996) |          | 7/1970-7/1974  |                                |
| 14  | Chủ nhiệm Ủy ban tiêu chuẩn Nhà nước Hội đồng Bộ trưởng                                                       | Vasily Boytsov (1908–1997)     |          | 12/1970-7/1974 | Ủy ban thành lập mới           |
| 15  | Chủ nhiệm Ủy ban Vật giá Nhà nước Hội đồng Bộ trưởng                                                          | Vladimir Sitnin (1907-1996)    |          | 7/1970-7/1974  |                                |
| 16  | Chủ nhiệm Ủy ban Kế hoạch Nhà nước Hội đồng Bộ trưởng                                                         | Nikolai Baibakov (1911-2008)   |          | 7/1970-7/1974  |                                |
| 17  | Chủ tịch Ủy ban An ninh Nhà nước Hội đồng Bộ trưởng                                                           | Yuri Andropov (1914-1984)      |          | 7/1970-7/1974  | Ủy viên Bộ chính trị từ 4/1973 |
| 18  | Chủ nhiệm Ủy ban Trữ lượng Khoáng sản Nhà nước Hội đồng Bộ trưởng                                             | Ilya Malyshev (1904-1973)      |          | 7/1970-8/1971  |                                |
| 18  | Chủ nhiệm Ủy ban Trữ lượng Khoáng sản Nhà nước Hội đồng Bộ trưởng                                             | Alexey Bybochkin               |          | 8/1971-7/1974  |                                |

## Ủy ban trực thuộc
| STT | Chức vụ                                                          | Tên                          | Nhiệm kỳ | Nhiệm kỳ      | Ghi chú khác     |
| --- | ---------------------------------------------------------------- | ---------------------------- | -------- | ------------- | ---------------- |
| 1   | Chủ tịch Ủy ban Phát minh và Khám phá Hội đồng Bộ trưởng         | Yuri Maksarov (1903-1982)    |          | 7/1970-8/1973 | Ủy ban bị bãi bỏ |
| 2   | Chủ tịch Ủy ban Điện ảnh Hội đồng Bộ trưởng                      | Aleksey Romanov (1908-1998)  |          | 7/1970-8/1972 | Ủy ban bị bãi bỏ |
| 3   | Chủ tịch Ủy ban Báo chí Hội đồng Bộ trưởng                       | Boris Stukalin (1923-2004)   |          | 7/1970-8/1972 | Ủy ban bị bãi bỏ |
| 4   | Chủ tịch Ủy ban Thể dục Thể thao Hội đồng Bộ trưởng              | Sergei Pavlov (1929-1993)    |          | 7/1970-7/1974 |                  |
| 5   | Chủ tịch Ủy ban Giải thưởng Lenin và Nhà nước Hội đồng Bộ trưởng | Mstislav Keldysh (1911-1978) |          | 7/1970-7/1974 |                  |
| 6   | Chủ tịch Ủy ban Thiết lập Lương hưu Hội đồng Bộ trưởng           | Gennady Sizov (1903–1991)    |          | 7/1970-7/1974 |                  |

## Cơ quan ngang bộ
| STT | Chức vụ | Tên                              | Nhiệm kỳ | Nhiệm kỳ      | Ghi chú khác |
| --- | --- | -------------------------------- | -------- | ------------- | ------------ |
| 1   | Chủ tịch Hội đồng Tôn giáo Hội đồng Bộ trưởng | Vladimir Kuroyedov (1906-1994)   |          | 7/1970-7/1974 |              |
| 2   | Tổng cục trưởng Tổng cục Quản lý Lưu trữ Hội đồng Bộ trưởng | Belov Aleksandrovich (1917-1992) |          | 7/1970-5/1972 |              |
| 2   | Tổng cục trưởng Tổng cục Quản lý Lưu trữ Hội đồng Bộ trưởng | Philip Dolgikh                   |          | 5/1972-7/1974 |              |
| 3   | Tổng cục trưởng Tổng cục Trắc địa và Địa đồ Hội đồng Bộ trưởng | Ilya Kutuzov (1915-2000)         |          | 7/1970-7/1974 |              |
| 4   | Tổng cục trưởng Tổng cục Dự trữ Vật chất Nhà nước Hội đồng Bộ trưởng | Akimovich Kokarev (1909-1991)    |          | 7/1970-7/1974 |              |
| 5   | Tổng cục trưởng Tổng cục Du lịch Hội đồng Bộ trưởng | Sergey Nikitin                   |          | 7/1970-7/1974 |              |
| 6   | Tổng cục trưởng Tổng cục Bảo vệ Bí mật Nhà nước trên Báo chí Hội đồng Bộ trưởng | Pavel Romanov (1913-1992)        |          | 7/1970-7/1974 |              |
| 7   | Tổng cục trưởng Tổng cục Thống kê Nhà nước Hội đồng Bộ trưởng | Vladimir Starovsky (1905-1975)   |          | 7/1970-7/1974 |              |
| 8   | Chủ tịch Hiệp hội Toàn Liên bang về mua bán trong hợp tác xã tập thể và hợp tác xã nhà nước, thiết bị nông nghiệp, phụ tùng, phân khoáng và các phương tiện kỹ thuật và vật liệu, tổ chức sửa chữa và sử dụng máy móc trong các hợp tác xã tập thể và hợp tác xã nhà nước | Aleksandr Ezhevsky (1915-2017)   |          | 7/1970-7/1974 |              |
| 9   | Thống đốc Ngân hàng Nhà nước | Miefodiy Svieshnikov (1911-1981) |          | 7/1970-7/1974 |              |
| 10  | Tổng cục trưởng Tổng cục Công nghệ Vi sinh Hội đồng Bộ trưởng | Vasily Belyaev                   |          | 7/1970-7/1974 |              |

## Thành viên khác
| STT | Chức vụ                                   | Tên                                     | Nhiệm kỳ | Nhiệm kỳ       | Ghi chú khác |
| --- | ----------------------------------------- | --------------------------------------- | -------- | -------------- | ------------ |
| 1   | Chủ tịch Hội đồng Bộ trưởng Nga Xô        | Gennady Voronov (1910-1994)             |          | 7/1970-4/1971  |              |
| 1   | Chủ tịch Hội đồng Bộ trưởng Nga Xô        | Mikhail Solomentsev (1913–2008)         |          | 4/1971-7/1974  |              |
| 2   | Chủ tịch Hội đồng Bộ trưởng Ukraina Xô    | Volodymyr Shcherbytsky (1918-1990)      |          | 7/1970-5/1972  |              |
| 2   | Chủ tịch Hội đồng Bộ trưởng Ukraina Xô    | Oleksandr Liashko (1915–2002)           |          | 6/1972-7/1974  |              |
| 3   | Chủ tịch Hội đồng Bộ trưởng Belarus Xô    | Tikhon Kiselyov (1917-1983)             |          | 7/1970-7/1974  |              |
| 4   | Chủ tịch Hội đồng Bộ trưởng Uzbekistan Xô | Rakhmankul Kurbanov (1912-2012)         |          | 7/1970-2/1971  |              |
| 4   | Chủ tịch Hội đồng Bộ trưởng Uzbekistan Xô | Narmakhonmadi Khudayberdyev (1928–2011) |          | 2/1971-7/1974  |              |
| 5   | Chủ tịch Hội đồng Bộ trưởng Kazakhstan Xô | Bayken Ashimov (1917-2010)              |          | 7/1970-7/1974  |              |
| 6   | Chủ tịch Hội đồng Bộ trưởng Gruzia Xô     | Givi Javakhishvili (1912-1985)          |          | 7/1970-7/1974  |              |
| 7   | Chủ tịch Hội đồng Bộ trưởng Azerbaijan Xô | Ali Ibrahimov (1913-1985)               |          | 7/1970-7/1974  |              |
| 8   | Chủ tịch Hội đồng Bộ trưởng Litvia Xô     | Juozas Maniušis (1910-1987)             |          | 7/1970-7/1974  |              |
| 9   | Chủ tịch Hội đồng Bộ trưởng Moldova Xô    | Petru Pascari (1929-2008)               |          | 7/1970-7/1974  |              |
| 10  | Chủ tịch Hội đồng Bộ trưởng Latvia Xô     | Jurijs Rubenis (1925-2004)              |          | 7/1970-7/1974  |              |
| 11  | Chủ tịch Hội đồng Bộ trưởng Estonia Xô    | Valter Klauson (1913-1988)              |          | 7/1970-7/1974  |              |
| 12  | Chủ tịch Hội đồng Bộ trưởng Turkmenia Xô  | Oraz Orazmuhammedow (1928-)             |          | 7/1970-7/1974  |              |
| 13  | Chủ tịch Hội đồng Bộ trưởng Armenia Xô    | Badal Muradyan (1915-1991)              |          | 7/1970-11/1972 |              |
| 13  | Chủ tịch Hội đồng Bộ trưởng Armenia Xô    | Grigory Arzumanyan (1919–1976)          |          | 11/1972-7/1974 |              |
| 14  | Chủ tịch Hội đồng Bộ trưởng Tajikistan Xô | Abdulahad Kakharov (1913-1984)          |          | 7/1970-7/1974  |              |
| 15  | Chủ tịch Hội đồng Bộ trưởng Kirghizia Xô  | Akhmatbek Suyumbayev (1920-1993)        |          | 7/1970-7/1974  |              |